# لیتوبراتریتسه
لیتوبراتریتسه (به چکی: Litobratřice) یک منطقهٔ مسکونی در جمهوری چک است که در ناحیه زنویمو واقع شده‌است. لیتوبراتریتسه ۱۹٫۹۵ کیلومتر مربع مساحت و ۵۰۸ نفر جمعیت دارد و ۲۲۰ متر بالاتر از سطح دریا واقع شده‌است.